# Saison 2008-2009 du Vannes OC
Maillots
Chronologie
Saison suivante
Champion de France de National à l'issue de la saison 2007-2008, le Vannes Olympique Club évolue pour la première fois de son existence en championnat de France de football de Ligue 2 lors de la saison 2008-2009. 
Cette saison est marquée par leur parcours en Coupe de la Ligue : finaliste malheureux de la compétition face à Bordeaux, futur champion de France de Ligue 1. En Coupe de France, leur parcours se termine en seizième de finale battu 2-0 face à Ajaccio. L'objectif initial de maintien en Ligue 2 est atteint - le club finit la saison à la dixième place.

## Transferts

### Été
| Nom                  | Nationalité   | Transfert | Provenance/Destination          | Division                            |
| Arrivées             |               |           |                                 |                                     |
| Hassan Ahamada       | France        | -         | Hatta Club                      | Championnat des Émirats arabes unis |
| Christophe Avezac    | France        | -         | AC Ajaccio                      | Ligue 2                             |
| Fabien Boudarène     | France        | -         | Universitatea Cluj-Napoca       | Championnat de Roumanie             |
| Kemal Bourhani       | France        | -         | FC Lorient                      | Ligue 1                             |
| Damien Bridonneau    | France        | -         | SC Bastia                       | Ligue 2                             |
| Pascal Delhommeau    | France        | -         | FC Metz                         | Ligue 2                             |
| Aurélien Faivre      | France        | -         | FC Libourne                     | National                            |
| Ghislain Gimbert     | France        | -         | FC Libourne                     | National                            |
| Stéphane Hernandez   | France        | -         | Amiens SC                       | Ligue 2                             |
| Mehdi Leroy          | France        | -         | Paris FC                        | National                            |
| Patrick Leugueun     | France        | -         | EA Guingamp                     | Ligue 2                             |
| David Martot         | France        | -         | Le Havre AC                     | Ligue 1                             |
| Cédric Sabin         | France        | -         | Konyaspor                       | Championnat de Turquie              |
| Prêt                 |               |           |                                 |                                     |
| Benoît Costil        | France        | -         | SM Caen                         | Ligue 1                             |
| Eugène Ekobo         | Cameroun      | -         | RC Strasbourg                   | Ligue 2                             |
| Oumar N'Diaye        | France        | -         | SM Caen                         | Ligue 1                             |
| Départs              |               |           |                                 |                                     |
| Willy Barru          | France        | -         | La Vitréenne FC                 | CFA                                 |
| Fabrice Garin        | France        | -         | AS Moulins                      | CFA                                 |
| Jean-Sébastien Gomba | France        | -         | GSI Pontivy                     | CFA                                 |
| Steve Haguy          | France        | -         | Stade lavallois                 | National                            |
| Amine Karam          | France        | -         | Ittihad Khémisset               | Championnat du Maroc (Botola)       |
| Ritchie Makuma       | France        | -         | AS Beauvais Oise                | National                            |
| Maxime Ongmakon      | France        | -         | Red Star 93                     | CFA                                 |
| Romain Poletti       | France        | -         | Stade olympique châtelleraudais | CFA                                 |
| Romain Reynaud       | France        | -         | Paris FC                        | National                            |
| Daouda Bamba         | Côte d'Ivoire | -         | Paris FC                        | National                            |
| Moriba Bamba         | Côte d'Ivoire | -         | Fin de Contrat                  |                                     |
| Frédéric Coquerel    | France        | -         | Avenir de Theix                 |                                     |

### Hiver
| Nom                | Nationalité | Transfert | Provenance/Destination       | Division                     |
| Arrivées           |             |           |                              |                              |
| Cédric Anton       | France      | -         | FC Metz                      | Ligue 2                      |
| Nicolas Savinaud   | France      | -         | EA Guingamp                  | Ligue 2                      |
| Prêt               |             |           |                              |                              |
| Adama Soumare      | France      | -         | Le Havre AC                  | Ligue 1                      |
| Seïd Khiter        | France      | -         | Valenciennes FC              | Ligue 1                      |
| Départs            |             |           |                              |                              |
| Mehdi Leroy        | France      | -         | Stade olympique choletais    | Ligue atlantique de football |
| Moussa Sidibé      | France      | -         | Nîmes Olympique              | Ligue 2                      |
| Stéphane Hernandez | France      | -         | Olympique Croix-de-Savoie 74 | National                     |

## Effectif
| N°         | Nat.     | Nom                  | Date de Naissance | Dernier Club                 |   |
| ---------- | -------- | -------------------- | ----------------- | ---------------------------- | - |
| Gardiens   |          |                      |                   |                              |   |
| 30         | France   | Benoît Costil        | 3 juin 1987       | SM Caen                      |   |
| 16         | France   | Mathieu Lailler      | 26 février 1986   | EA Guingamp                  |   |
| 1          | France   | Christophe Revel     | 25 mars 1979      | Stade rennais                |   |
| Défenseurs |          |                      |                   |                              |   |
| 2          | France   | Pascal Delhommeau    | 14 août 1978      | FC Metz                      |   |
| 3          | France   | Aurélien Faivre      | 22 juin 1978      | FC Libourne                  |   |
| 4          | France   | Pierre Talmont       | 2 avril 1977      | Aviron bayonnais FC          |   |
| 6          | France   | Patrick Leugueun     | 25 février 1981   | EA Guingamp                  |   |
| 17         | France   | Damien Bridonneau    | 19 avril 1975     | SC Bastia                    |   |
| 19         | Cameroun | Eugène Ekobo         | 15 février 1981   | RC Strasbourg                |   |
| 24         | France   | Adama Soumare        | 12 mai 1982       | Le Havre AC                  |   |
| 26         | France   | Oumar N'Diaye        | 22 juillet 1985   | SM Caen                      |   |
| 33         | France   | Cédric Anton         | 20 février 1988   | FC Metz                      |   |
| 24         | France   | Stéphane Hernandez   | 24 août 1979      | Amiens SC                    |   |
| 32         | France   | Maxime Randuineau    | 4 février 1989    | Formé au club                |   |
| Milieux    |          |                      |                   |                              |   |
| 5          | France   | Laurent Hervé        | 19 juin 1976      | Milton Keynes Dons           |   |
| 7          | France   | Nicolas Savinaud     | 20 novembre 1975  | EA Guingamp                  |   |
| 8          | France   | Fabien Boudarène     | 5 octobre 1978    | Universitatea Cluj-Napoca    |   |
| 9          | France   | Hassan Ahamada       | 20 novembre 1975  | Hatta Club                   |   |
| 10         | France   | Jérôme Lebouc        | 26 décembre 1979  | Olympique Croix-de-Savoie 74 |   |
| 11         | France   | Frédéric Sammaritano | 23 mars 1986      | AS Yzeure                    |   |
| 14         | France   | Mehdi Leroy          | 18 avril 1978     | Paris FC                     |   |
| 18         | France   | Nicolas Diguiny      | 31 mai 1988       | USJA Carquefou               |   |
| 20         | France   | Erwan Quintin        | 1er février 1984  | Nîmes Olympique              |   |
| 21         | France   | Ulrick Chavas        | 20 novembre 1975  | Nîmes Olympique              |   |
| 23         | France   | David Martot         | 1er février 1981  | Brighton and Hove Albion FC  |   |
| 27         | France   | Stéphane Auvray      | 4 septembre 1981  | GSI Pontivy                  |   |
| 31         | France   | Fabien Jarsalé       | 20 août 1990      | Formé au club                | - |
| Attaquants |          |                      |                   |                              |   |
| 13         | France   | Cédric Sabin         | 2 novembre 1979   | Konyaspor                    |   |
| 15         | France   | Christophe Avezac    | 12 mars 1977      | AC Ajaccio                   |   |
| 22         | France   | Seïd Khiter          | 19 janvier 1985   | Valenciennes FC              |   |
| 25         | France   | Kemal Bourhani       | 13 septembre 1981 | FC Lorient                   |   |
| 28         | France   | Ghislain Gimbert     | 7 août 1985       | FC Libourne                  |   |
| 29         | France   | Cédric Le Hénaff     | 19 avril 1984     | Stade brestois               |   |

## Parcours

### Ligue 2
| Date              | J.  | Adversaire                    | Lieu | Score | Buteurs du VOC                         | Public |
| ----------------- | --- | ----------------------------- | ---- | ----- | -------------------------------------- | ------ |
| 1er août 2008     | J01 | Clermont Foot Auvergne 63     | Ext. | 0-1   | Diguiny 39e,                           | 4 641  |
| 11 août 2008      | J02 | RC Lens                       | Dom. | 2-1   | Delhommeau 60e,Sammaritano 84e (pen),  | 7 014  |
| 15 août 2008      | J03 | Tours FC                      | Ext. | 1-0   |                                        | 6 029  |
| 22 août 2008      | J04 | ES Troyes AC                  | Dom. | 1-0   | Lebouc 32e,                            | 3 330  |
| 29 août 2008      | J05 | AC Ajaccio                    | Ext. | 4-0   |                                        | 1 731  |
| 12 septembre 2008 | J06 | Angers SCO                    | Dom. | 2-0   | Lebouc 27e (pen), Sammaritano 59e      | 3 065  |
| 19 septembre 2008 | J07 | RC Strasbourg                 | Ext. | 2-1   | Gimbert 90+3e,                         | 11 946 |
| 26 septembre 2008 | J08 | EA Guingamp                   | Dom. | 0-0   |                                        | 4 903  |
| 3 octobre 2008    | J09 | Amiens SC                     | Ext. | 0-2   | Sammaritano 32e,Gimbert 34e            | 8 294  |
| 10 octobre 2008   | J10 | US Boulogne                   | Dom. | 0-0   |                                        | 3 941  |
| 17 octobre 2008   | J11 | Montpellier HSC               | Ext. | 3-1   | Delhommeau 14e,                        | 6 526  |
| 24 octobre 2008   | J12 | Stade de Reims                | Dom. | 1-0   | Ekobo 26e,                             | 2 684  |
| 31 octobre 2008   | J13 | FC Metz                       | Ext. | 2-0   |                                        | 7 214  |
| 7 novembre 2008   | J14 | Dijon FCO                     | Dom. | 1-1   | Gimbert 57e (pen),                     | 2 633  |
| 14 novembre 2008  | J15 | La Berrichonne de Châteauroux | Ext. | 1-0   |                                        | 5 569  |
| 28 novembre 2008  | J16 | SC Bastia                     | Dom. | 0-0   |                                        | 2 826  |
| 5 décembre 2008   | J17 | Stade brestois                | Ext. | 0-1   | Sammaritano 54e,                       | 7 762  |
| 19 décembre 2008  | J18 | CS Sedan                      | Dom. | 0-0   |                                        | 2 753  |
| 9 janvier 2009    | J19 | Nîmes Olympique               | Dom. | 1-0   | Gimbert 32e,                           | 2 036  |
| 16 janvier 2009   | J20 | RC Lens                       | Ext. | 2-1   | Lebouc 86e,                            | 24 863 |
| 30 janvier 2009   | J21 | Tours FC                      | Dom. | 1-0   | Sammaritano 29e,                       | 2 541  |
| 7 février 2009    | J22 | ES Troyes AC                  | Ext. | 3-0   |                                        | 6 945  |
| 13 février 2009   | J23 | AC Ajaccio                    | Dom. | 1-1   | Lebouc 22e (pen),                      | 3 255  |
| 20 février 2009   | J24 | Angers SCO                    | Ext. | 0-1   | Gimbert 48e,                           | 3 255  |
| 27 février 2009   | J25 | RC Strasbourg                 | Dom. | 2-2   | Gimbert 6e,Khiter 40e                  | 3 714  |
| 6 mars 2009       | J26 | EA Guingamp                   | Ext. | 1-1   | Khiter 62e                             | 9 009  |
| 13 mars 2009      | J27 | Amiens SC                     | Dom. | 2-1   | Talmont 22e,Lebouc 30e                 | 2 888  |
| 20 mars 2009      | J28 | US Boulogne                   | Ext. | 2-0   |                                        | 5 469  |
| 27 mars 2009      | J29 | Montpellier HSC               | Dom. | 1-0   | N'Diaye 61e,                           | 3 764  |
| 3 avril 2009      | J30 | Stade de Reims                | Ext. | 3-1   | Lebouc 90+2e,                          | 10 329 |
| 10 avril 2009     | J31 | FC Metz                       | Dom. | 1-1   | Lebouc 78e,                            | 3 583  |
| 17 avril 2009     | J32 | Dijon FCO                     | Ext. | 3-0   |                                        | 4 262  |
| 5 mai 2009        | J33 | La Berrichonne de Châteauroux | Dom. | 3-0   | Lebouc 26e (pen), 36e (pen),Hervé 58e  | 2 758  |
| 1er mai 2009      | J34 | SC Bastia                     | Ext. | 3-1   | Talmont 86e                            | 2 560  |
| 8 mai 2009        | J35 | Stade brestois                | Dom. | 0-3   |                                        | 6 607  |
| 15 mai 2009       | J36 | CS Sedan                      | Ext. | 2-3   | Sammaritano 39e,Sabin 67e,Khiter 90+3e | 6 958  |
| 22 mai 2009       | J37 | Nîmes Olympique               | Ext. | 1-0   |                                        | 13 512 |
| 29 mai 2009       | J38 | Clermont Foot                 | Dom. | 1-1   | Lebouc 19e                             | 4 563  |

### Coupe de la Ligue
Deuxième club de Ligue 2 de l'histoire à atteindre la finale de la Coupe de la Ligue, le parcours du Vannes OC dans cette compétition fut séduisant. Cette finale fut malheureusement perdue par les blancs et noirs 0-4 aux dépens des Girondins de Bordeaux avec des buts de Wendel,Planus,Gouffran et Gourcuff.
1er tour
2e tour
1/16e de finale
1/8e de finale
1/4e de finale
1/2e de finale
finale

### Coupe de France
| Date             | Tour    | Adversaire                    | Lieu | Score    | Buteurs du VOC                                                  | Public |
| ---------------- | ------- | ----------------------------- | ---- | -------- | --------------------------------------------------------------- | ------ |
| 22 novembre 2008 | 7e tour | AS Cherbourg                  | Dom. | 3-1 (ap) | Gimbert 90+3e,Sammaritano 110e, 117e                            | 3 000  |
| 13 décembre 2008 | 8e tour | Arménienne ASO                | Ext. | 0-5      | Lebouc 26e,Talmont 45+2e,Avezac 65e,Gimbert 80e,Sammaritano 84e |        |
| 3 janvier 2009   | 1/32e   | La Berrichonne de Châteauroux | Dom. | 1-0      | Hervé 31e                                                       |        |
| 23 janvier 2009  | 1/16e   | AC Ajaccio                    | Ext. | 2-0      |                                                                 |        |

## Statistiques

### Statistiques collectives
| Compétition       | Débute au tour | Place ou tour final | Première rencontre | Dernière rencontre | Nombre |
| ----------------- | -------------- | ------------------- | ------------------ | ------------------ | ------ |
| Ligue 2           |                | 10e                 | 1er août 2008      | 29 mai 2009        | 38     |
| Coupe de la Ligue | 1er tour       | Finale              | 3 septembre 2008   | 25 avril 2009      | 7      |
| Coupe de France   | 7e tour        | 1/16e               | 22 novembre 2008   | 23 janvier 2009    | 4      |

### Statistiques individuelles en championnat
| Numéro | Nat. | Nom          | Championnat | Championnat | Championnat | Championnat  |
| Numéro | Nat. | Nom          | M.j.        | But inscrit | Averti      | Carton rouge |
| ------ | ---- | ------------ | ----------- | ----------- | ----------- | ------------ |
| 1      |      | Revel        | 12          | 0           | 0           | 0            |
| 2      |      | Delhommeau   | 23          | 2           | 5           | 0            |
| 3      |      | Faivre       | 7           | 0           | 1           | 0            |
| 4      |      | Talmont      | 19          | 2           | 2           | 0            |
| 5      |      | Hervé        | 28          | 1           | 8           | 1            |
| 6      |      | Leugueun     | 20          | 0           | 3           | 0            |
| 7      |      | Savinaud     | 14          | 0           | 3           | 0            |
| 8      |      | Boudarène    | 18          | 0           | 0           | 0            |
| 9      |      | Ahamada      | 0           | 0           | 0           | 0            |
| 10     |      | Lebouc       | 28          | 10          | 3           | 0            |
| 11     |      | Sammaritano  | 37          | 6           | 3           | 1            |
| 13     |      | Sabin        | 14          | 1           | 0           | 0            |
| 14     |      | Leroy        | 1           | 0           | 0           | 0            |
| 15     |      | Avezac       | 16          | 0           | 1           | 0            |
| 16     |      | Lailler      | 0           | 0           | 0           | 0            |
| 17     |      | Bridonneau   | 6           | 0           | 3           | 0            |
| 18     |      | Diguiny      | 29          | 1           | 0           | 0            |
| 19     |      | Ekobo        | 28          | 1           | 1           | 0            |
| 20     |      | Quintin      | 28          | 0           | 6           | 0            |
| 21     |      | Chavas       | 5           | 0           | 0           | 0            |
| 22     |      | Khiter       | 16          | 3           | 1           | 0            |
| 23     |      | Martot       | 34          | 0           | 3           | 0            |
| 24     |      | Hernandez    | 0           | 0           | 0           | 0            |
| 24     |      | Soumare      | 2           | 0           | 1           | 0            |
| 25     |      | Bourhani     | 25          | 0           | 2           | 0            |
| 26     |      | N'Diaye      | 19          | 1           | 1           | 0            |
| 27     |      | Auvray       | 30          | 0           | 5           | 0            |
| 28     |      | Gimbert      | 31          | 6           | 5           | 0            |
| 29     |      | Le Hénaff    | 3           | 0           | 1           | 0            |
| 30     |      | Costil       | 27          | 0           | 1           | 0            |
| 32     |      | Randuineau   | 1           | 0           | 0           | 0            |
| 33     |      | Pierre-Louis | 1           | 0           | 0           | 0            |
| 33     |      | Anton        | 0           | 0           | 0           | 0            |
| 34     |      | Ouatarra     | 1           | 0           | 0           | 0            |
| 35     |      | Jarsalé      | 1           | 0           | 0           | 0            |

Dernière mise à jour le 6 mars 2010.

## Réserve
La réserve évoluant en Division d'Honneur n'a pas réussi à remonter en CFA 2.